# Loris Azzaro
Loris Azzaro (* 9. Februar 1933 in Tunis; † 20. November 2003 in Paris) war ein französischer Modeschöpfer und Parfümeur.

## Leben
Er stattete als Modemacher unter anderem Filmstars wie Raquel Welch, Sophia Loren oder Isabelle Adjani mit Kleidern und Hosenanzügen aus.
Er entwickelte die Herrenpflegeserie Azzaro pour homme, deren Lizenz-Hersteller Clarins ist.
| Personendaten    | Personendaten                            |
| ---------------- | ---------------------------------------- |
| NAME             | Azzaro, Loris                            |
| KURZBESCHREIBUNG | französischer Modeschöpfer und Parfümeur |
| GEBURTSDATUM     | 9. Februar 1933                          |
| GEBURTSORT       | Tunis                                    |
| STERBEDATUM      | 20. November 2003                        |
| STERBEORT        | Paris                                    |